# کاراپت ایبرایلینو
کاراپت ایبرایلینو (رومانیایی: Garabet Ibrăileanu؛ ۲۳ مهٔ ۱۸۷۱ – ۱۱ مارس ۱۹۳۶) زبان‌شناس، جامعه‌شناس، منتقد ادبی، و مترجم ارمنی‌تبار اهل رومانی بود.

## زندگی‌نامه
وی در ۲۳ مهٔ ۱۸۷۱ در ترگو فروموش به دنیا آمد و از فارغ‌التحصیل شد. وی همچنین برندهٔ جوایزی همچون  شده‌است. وی در ۱۱ مارس ۱۹۳۶ در سن ۶۴ سالگی در بخارست درگذشت و در گورستان اترنیتاتا به خاک سپرده شد.